# Nexity
Nexity est une société immobilière française créée en 2000 et introduite en Bourse en 2004, l'entreprise est présente essentiellement en France.
D'après Le Figaro, Nexity était le leader français de la promotion immobilière en 2021,.

## Historique

### Débuts
En 1995, la société de promotion immobilière « George V », en bonne santé financière (anciennement Férinel), est cédée par la Famille Arnault à la Compagnie générale d'immobilier et de services, filiale de la Compagnie générale des eaux (qui devient Vivendi en 1998) qui n'a jamais été bénéficiaire,.
En 2000, Vivendi cède une partie de ses activités aux principaux dirigeants de la CGIS et à trois investisseurs financiers (CDC Ixis Capital, LBO France et Lehman Brothers), qui fondent ainsi Nexity.

### Introduction en bourse
En 2001, Nexity cède ses filiales Gymnase Club et Maeva ainsi qu’un portefeuille d’actifs immobiliers provenant du groupe Vivendi. Quelques mois plus tard, Nexity conduit deux opérations de refinancement puis s’introduit à la Bourse de Paris le 21 octobre 2004. Le groupe en profite pour se recentrer sur ses métiers de promotion et pour se développer dans l’immobilier de service, en renforçant son implantation territoriale et en étoffant son offre de métiers. En 2006, le groupe noue une alliance stratégique avec Guy Hoquet l'immobilier et Century 21 France. En 2007, il signe un accord avec le Groupe Caisse d'épargne. Entre 2009 et 2011, il se sépare de ses participations financières dans le Crédit foncier de France (CFF) et Eurosic.
Fin 2011, la société LFP Nexity Services Immobiliers est créée en partenariat avec La Française AM pour regrouper ses activités de services immobiliers aux entreprises. LFP Nexity Services Immobiliers est alors détenue à 75 % par Nexity. En janvier 2013, Nexity procède à l’émission d’un emprunt obligataire pour un montant total de 200 millions d’euros.
En 2014, Nexity acquiert le groupe d’administration de biens Oralia. Ceci lui permet de renforcer sa position de premier acteur intégré des métiers de l’immobilier ainsi que sa place de numéro 2 de l’administration de biens en France,.
Il prend aussi une participation majoritaire dans PERL, pionnier et leader en France de l'investissement en nue-propriété, adossé à de l'usufruit locatif social. Cette participation complète son offre dans l'immobilier résidentiel. Il prend également une participation majoritaire dans Térénéo, promoteur de bureaux, qui développe un savoir-faire spécifique dans la promotion d’immeubles en structure bois et à basse consommation énergétique.
En mai 2015, BPCE vend 10,7 % de Nexity pour 206 millions d’euros au Crédit agricole et au Crédit mutuel. BPCE cède 6,9% supplémentaires de capital en juillet 2015. Enfin, le 2 mars 2016, BPCE annonce avoir cédé toute sa participation dans Nexity. Un mois auparavant, Nexity était devenu propriétaire à 100 % de LFP Nexity Services Immobiliers. Parallèlement, Nexity poursuit sa politique d’acquisition. La société prend des parts majoritaires dans Prado Gestion et Costame. Elle se renforce aussi au sein d’Aegide-Domitys, leader des résidences seniors avec services non médicalisés.
En 2016, Nexity prend le contrôle du groupe de promotion immobilière Edouard Denis, avec une participation de 55 % du capital,. Depuis cette année, l'entreprise continue d’adapter son organisation pour devenir une plateforme de services immobiliers, orientée vers les particuliers, les entreprises et les collectivités. La même année, elle devient actionnaire majoritaire d’Ægide, société-mère d’Ægide-Domitys. Elle crée aussi Nexity Solutions Entreprise pour nouer des partenariats et acquérir des entreprises, dont Morning Coworking, et Intent,.

### Premier promoteur français
Début 2019, Nexity acquiert Accessite. Nexity devient alors le premier promoteur immobilier français, et ambitionne une autre vision des tours d’habitation,,. Le 29 mars 2019, le groupe annonce qu'Alain Dinin proposera sa démission du poste de PDG lors de la prochaine assemblée générale. En mai 2019, la direction annonce la vente des 550 agences Guy Hoquet au groupe Arche. Le 22 mai 2019, l’assemblée générale des actionnaires entérine un changement de gouvernance : Alain Dinin conserve sa présidence avec des missions étendues ; Jean-Philippe Ruggieri devient directeur général et a vocation à exercer ses fonctions collégialement avec les directeurs généraux délégués, Julien Carmona, Véronique Bédague et Frédéric Verdavaine.
En 2020, Nexity enregistre une progression de son chiffre d'affaires de 8 %, avec 4,86 milliards d'euros. Alain Dinin tempère ce résultat en mettant en exergue la baisse du nombre de permis de construire accordésː « Il est de plus en plus difficile de trouver des terrains et d’obtenir des permis de construire de la part de maires de villes-centres, plutôt frileux lorsqu’il s’agit de densifier leurs communes, ou de ceux de périphérie, qui ne veulent pas artificialiser leurs terrains. Je ne sais plus comment faire! ». Le 24 avril 2020, Jean-Philippe Ruggieri meurt des suites de la Covid-19. Alain Dinin cumule dès lors les fonctions de président et de directeur général à compter du  27 avril . En mai 2021, le groupe annonce la mise en vente de Century 21, société évaluée alors à 84 millions d'euros, au groupe Arche.
Le 19 mai 2021, l’assemblée générale mixte, ordinaire et extraordinaire, entérine une gouvernance renouvelée pour Nexity, avec pour caractéristique principale la dissociation des fonctions de président du conseil d’administration et de directeur général : Véronique Bédague est ainsi nommée directrice générale pour quatre ans ; Alain Dinin, président du conseil d’administration et du comité stratégique et des investissements, accompagne l’équipe de direction générale dans les choix stratégiques de l'entreprise. En mai et juin 2021, le groupe cède Ægide-Domitys, à AG2R La Mondiale et Century 21 au groupe immobilier Arche.
En mai 2022, Nexity signe un partenariat avec Saint-Gobain pour proposer des offres de construction bas-carbone,,.
En novembre 2022, Nexity finalise la prise de contrôle du groupe Angelotti.
En 2023, Nexity se sépare des filiales en Pologne et au Portugal et engage des négociations avec Bridgepoint (en) pour céder les activités de services aux particuliers.
En avril 2024, Nexity confirme la tenue d'un plan social portant sur 502 salariés du groupe. Seront surtout concernés les salariés du pôle promotion - construction.

## Données financières
| Résultats financiers par année | Chiffre d'affaires                                                             | EBITDA                                                                    | Résultat net | Endettement financier net |
| ------------------------------ | ------------------------------------------------------------------------------ | ------------------------------------------------------------------------- | ------------ | ------------------------- |
| 2018                           | 4 200 (3 550 pour les clients particuliers + 581 pour les clients entreprises) | 523 (477 pour les clients particuliers + 72 pour les clients entreprises) | 198          | 757                       |
| 2020                           | 4 855                                                                          |                                                                           | 285          | 655                       |
| 2021                           | 4 625                                                                          |                                                                           | 371          | 598                       |
| 2022                           | 4,7 Mds€                                                                       | 547,4 M€                                                                  | 204,1 M€     | 848,1 M€                  |
| 2023                           | 4,273 Mds€                                                                     | 412 M€                                                                    | 36,7 M€      | 843.6 M€                  |

## Polémiques
En 2014, Nexity est citée, avec notamment Foncia et Immobilier de France, dans la polémique autour des tarifs de syndics. Un rapport de l'Observatoire des syndics révèle ainsi des tarifs ayant « augmenté 2,5 fois plus que l’inflation ». Il dénonce également les contrats « tout compris » et leurs clauses jugées « abusives ».
Jean-Philippe Ruggieri, directeur général de Nexity, était présent au repas organisé par François de Rugy, alors ministre de la Transition écologique, à l’origine d’une polémique du fait de la présence de nombreux lobbyistes du monde de l’énergie.

## La fondation Nexity
La fondation Nexity est créée en 2017.